# ファランクス

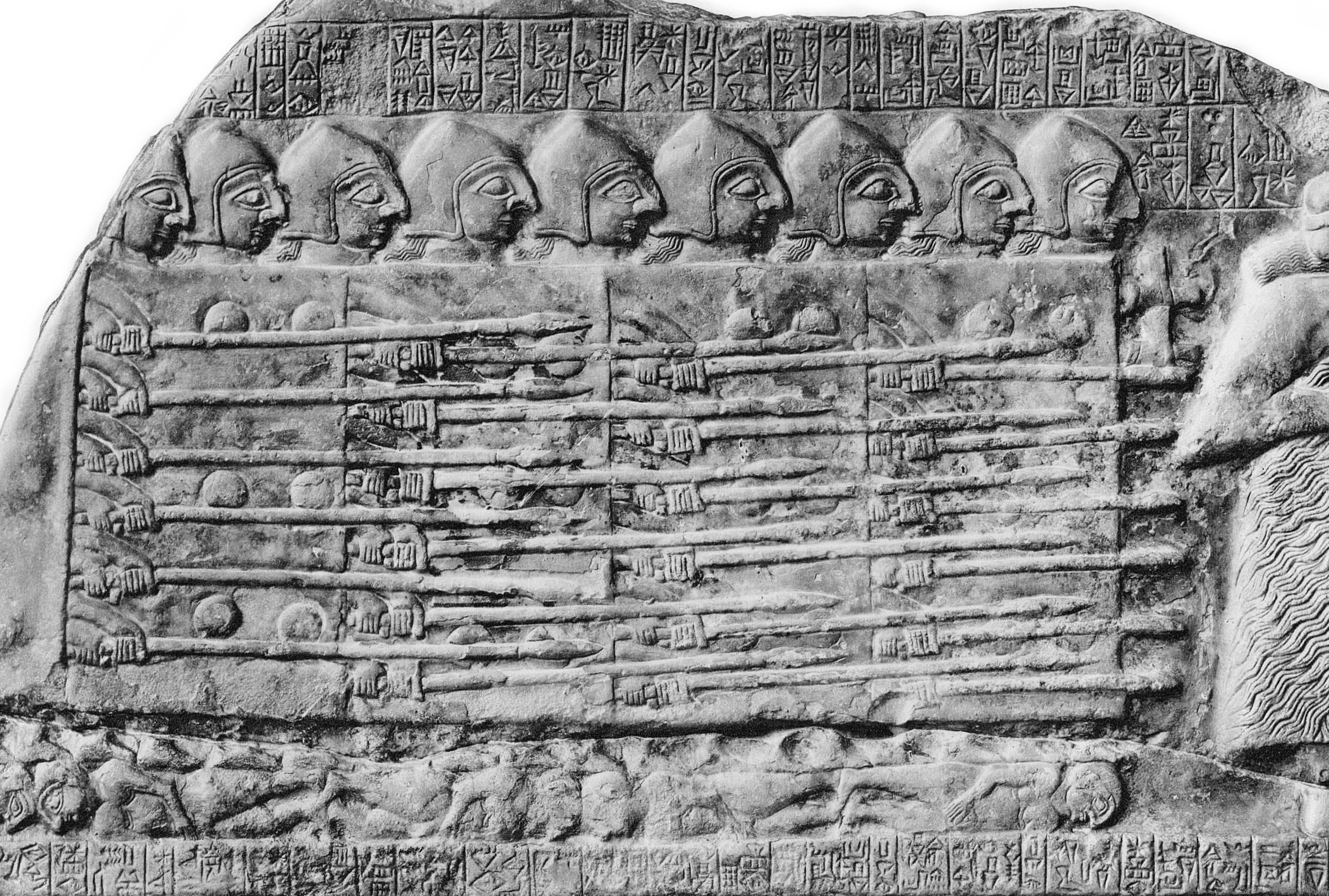
シュメール軍の密集陣形。紀元前2500年頃のレリーフ。（メソポタミア、ハゲタカの碑（:en:Stele of the Vultures））

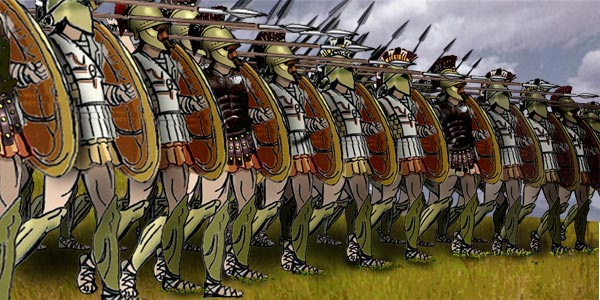
ファランクス陣形で進軍するギリシア重装歩兵の復元図

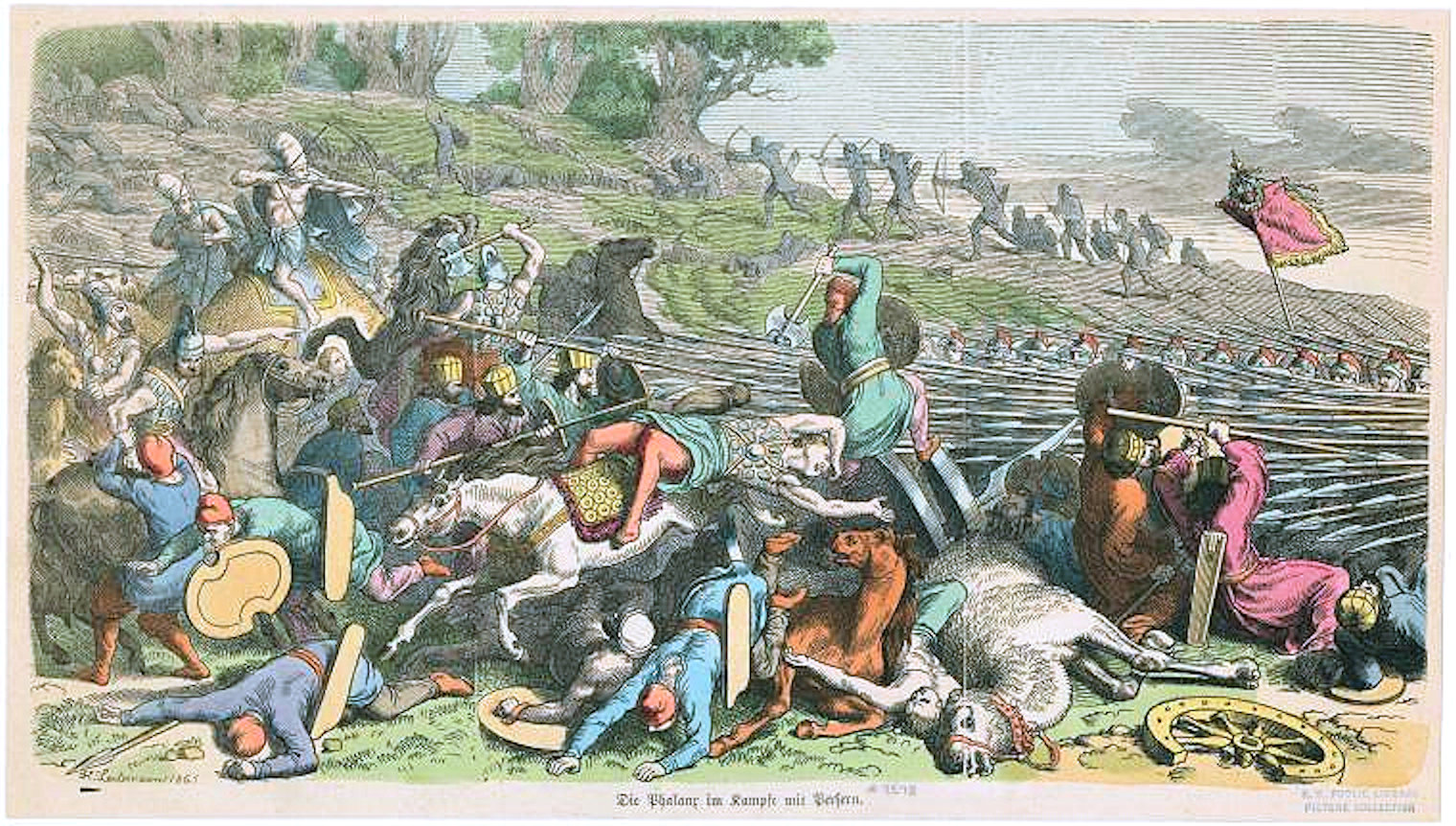
ギリシア軍のファランクス（右側）がアケメネス朝ペルシャ軍の兵士たち（左側）を撃破する様子（想像図）。鋭い槍先が無数に並び、ファランクスに対して剣で戦おうとする兵は、なすすべなく串刺しにされ、次々と地面に倒れてゆく。

ファランクス（古代ギリシャ語: φάλαγξ、phalanx）は、古代において用いられた槍を持つ重装歩兵による密集陣形である。集団が一丸となって攻撃するファランクスは会戦において威力を発揮した。

## 東地中海でよく見られたファランクス
最も古いファランクス、もしくはそれに似た隊形は、紀元前2500年ほどの南メソポタミアですでに確認できる。鎧の有無は不明だが、大盾と槍による密集陣形がこの当時に存在していたことを示している。しかし、その後中東では複合弓の発明によって戦場の主役の座は弓兵となっていく。その後紀元前700年頃のアッシリアでも同様の隊形が用いられていたことが石版から確認できるが、鎧兜を着用した重装歩兵を用いたファランクスを大々的に用いたのは紀元前7世紀以後の古代ギリシアである。古代ギリシアにおいてファランクスを構成していたのは一定以上の富を持つ市民階級であり、当時の地中海交易の発達から甲冑が普及して重装歩兵部隊を編成することが可能となった。また、都市国家が形成されたことから同じ目的意識を持った集団が生まれたこともファランクスの形成に影響した。
重装歩兵が、左手に円形の大盾を、右手に槍を装備し、露出した右半身を右隣の兵士の盾に隠して通例8列縦深程度、特に打撃力を必要とする場合はその倍の横隊を構成した。戦闘経験の少ない若い兵を中央部に配置し、古兵を最前列と最後列に配したが、右半身が露出することから、特に最右翼列に精強兵が配置された。同等な横幅をもつ敵と対峙して前進する際、これらの兵士は盾のない右側面を敵に囲まれまいとして右へ右へと斜行し、隊列全体がそれにつれて右にずれる傾向があった。攻撃の際は横隊が崩れないように笛の音に合わせて歩調をとりながら前進した。
戦闘に入ると100人前後の集団が密集して陣を固め、盾の上から槍を突き出して攻撃した。前の者が倒れると後方の者が進み出て交代し、また、後方の者が槍の角度を変更することで敵の矢や投げ槍を払い除けることも可能で、戦闘状況に柔軟に対応できる隊形でもあった。逆に部隊全体の機動性は全くなく、開けたような場所でないと真価を発揮しない。また、正面以外からの攻撃には脆い。
基本的にファランクスは激突正面に衝撃力と殺傷力を保持していたため、一旦乱戦になると転回機動は難しく、機動力を使った戦術としては用をなさなかった。時代が下ると、会戦において数的劣勢にあった側はファランクスに改良を加え、戦力を補完した。テーバイの将軍エパメイノンダスが使用した斜型密集隊形はロクセ・ファランクス（loxe phalanx, 斜線陣）と呼ばれ、レウクトラの戦いにて、勇名を轟かせたスパルタ軍を数で劣勢にあったにもかかわらず打ち負かした。
ここで用いられたロクセ・ファランクスは、一般的にいってファランクスの弱点である右側面（上述の最右翼の兵は右半身を露出していることによる）を確実に打ち破るため、スパルタ軍の12列縦深に対して、テーバイ軍左翼は50列縦深をとるというものだった。ファランクスは縦深が深いほうが、盾での押合い（オティスモス）において有利であり、消耗しても隊形を維持して持ちこたえることが可能となり、縦深は極めて重要な要素であった。ロクセ・ファランクスはその特性を活かした陣形といえる。

### 部隊編成

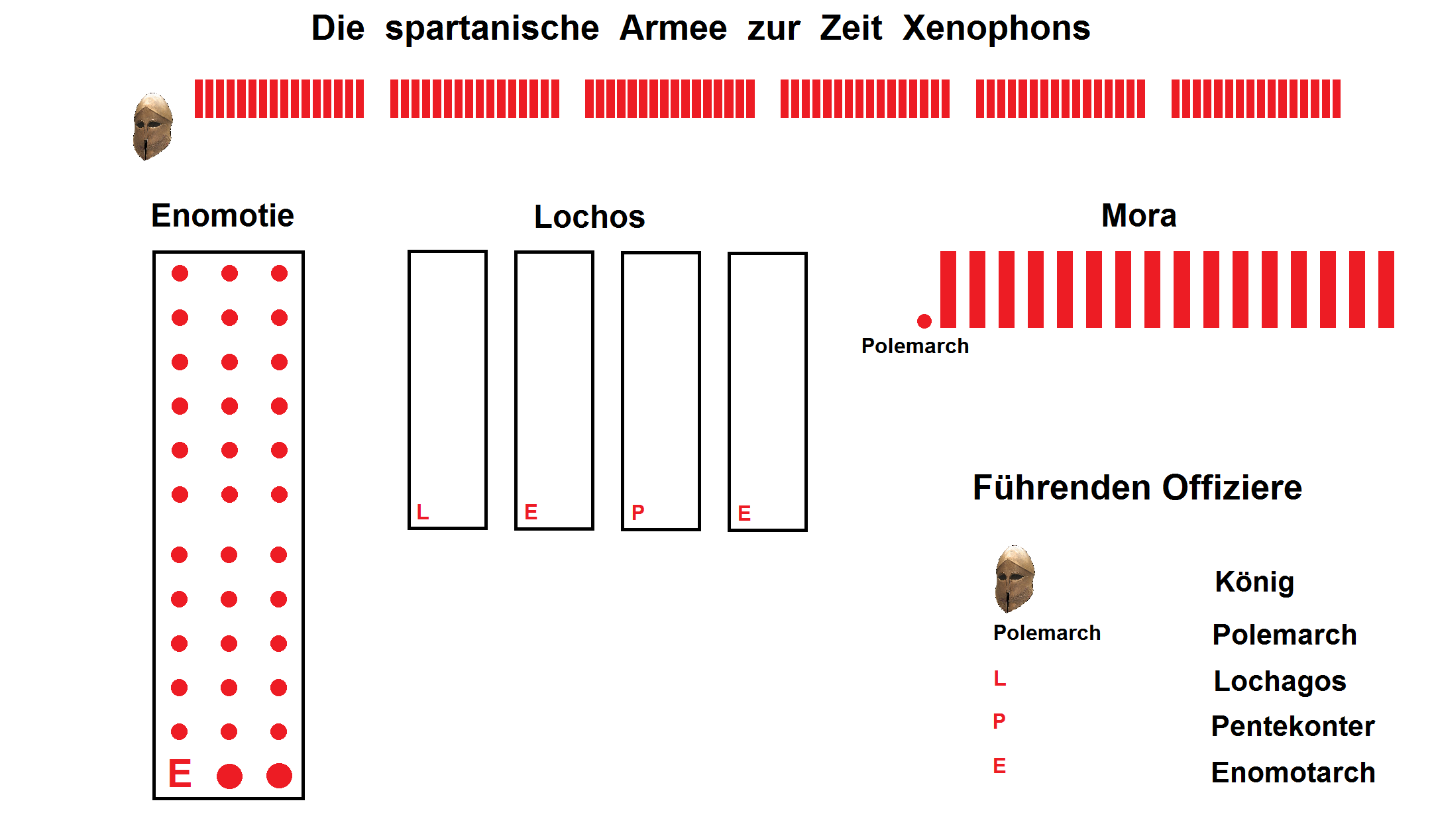
クセノポンの時代のスパルタにおける、ファランクスの部隊編成。
- 12人一列×3列縦隊（36人）で1個エノーモティア
- 2個エノーモティアで1個ペンテーコストゥス、
- 2個ペンテーコストゥスで1個ロコス、
- 4個ロコス（＝16個エノーモティア）で1個モラ（Mora）
- 6個モラで1個軍団を編成し、その最右翼には総司令官であるスパルタ王が布陣する。

部隊編成は以下のようになるが、あくまで一例であり、ポリスごとに具体的な編成は変化する。
- エノーモティア：最小編成単位で、25人～36人の兵士で編成され、戦闘時には8～12列の縦深をくむ3列縦隊で行進する。
- ペンテーコストゥス（五十人隊）（ギリシア語版、ドイツ語版）：2個エノーモティアで編成。ペンテーコストゥスの隊長は、直卒するエノーモティアの隊長も兼任する。
- ロコス（ギリシア語版、英語版）：2～4個ペンテーコストゥスで編成。
- モラ（英語版）：スパルタ独自の編成単位。4個ロコスで編成される。

## イフィクラテースのペルタスタイ
紀元前390年、アテナイの将軍イフィクラテス（イピクラテス）は、本来は補助戦力でしかなかった軽装歩兵（ペルタスタイ）を用い、レカイオンの戦いでスパルタの重装歩兵を機動力を活かして打ち破った。その経験を踏まえ、従来の重装備の甲冑と短槍を装備したファランクスから、比較的軽装で機動性を増したファランクスへと大きな軍制改革を行った。
金属製の脛当てを廃止して踝までのブーツに変え、盾は大盾から小型の盾を腕に装備するようにし、盾から紐を伸ばして首にかけるようにした。鎧が軽装になったことによる不利は、槍を3メートルほどの両手で扱う長槍にかえてリーチを延ばすことによって補完した。長槍を構えると、ちょうど盾が前を向くようになっている。
この装備の変化は後のマケドニア式ファランクスに大きな影響を与えたと言われている。。

## マケドニア式のファランクス

フィリッポス2世およびアレクサンドロス大王の時代の、マケドニア軍の基本陣形。

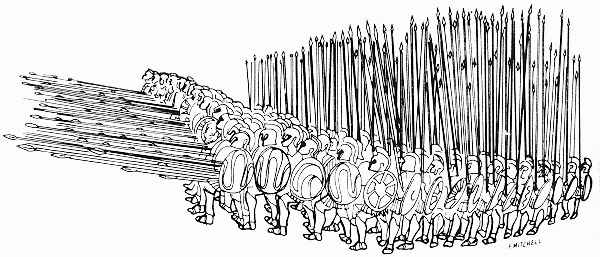
マケドニア式のファランクス

古代マケドニア軍は、縦深が8列程度であった従来の密集方陣を改変し、6メートルの長槍（サリッサ）を持った歩兵による16列×16列の集団を1シンクタグマとして構成、このシンクタグマが横に並ぶことで方陣を形成した。マケドニア式ファランクスの歩兵は、イフィクラテスのファランクスの流れをくんだと言われ比較的軽装の鎧と、首から架けて腕につける小さな盾を装備していた。また、両手で長槍を支えることができるようになったのも効果が大きい（しかし逆に言えばサリッサはその長さと重量ゆえに両手でなければ扱えなかった）。
3年間テーバイで人質生活を送ったピリッポス2世は改良型ファランクスの戦い方を勘案しマケドニア式のファランクスを創始したと言われている。マケドニア式のファランクスが用いられたカイロネイアの戦いでは、本隊の歩兵右側に常備の近衛歩兵を置き、左側へ徴募による軽装歩兵を配置した。右翼には突撃に勝るヘタイロイ騎兵、左翼にはテッサリア人騎兵を配置し、前衛は弓が主装備の歩兵と軽騎兵が担当した。左翼で防御している間に、右翼での敵戦列破壊を行うマケドニア式のファランクスは、側面からの攻撃に弱い従来のファランクスを圧倒した。このように片翼で守り、もう片方の翼を打撃部隊とする戦術は「鉄床戦術」と呼ばれる。
このマケドニア式のファランクスを以って、ピリッポス2世はアテナイ、スパルタ、コリントス等々ギリシアの諸都市を打ち破り、彼の子アレクサンドロス3世はアケメネス朝ペルシアを滅ぼした。その後マケドニア式のファランクスはアレクサンドロスの後継者の座を争ったディアドコイに受け継がれた。ディアドコイ同士の戦いは必然的にマケドニア式ファランクス同士の戦いとなり、彼らは槍をさらに長くしたり、防御力を上げるために鎧を重装備にするなどして他より優位に立とうとした。
しかし、これらの改良は柔軟性や機動力の更なる低下へと繋がった。後にこの欠点や機動力を補う騎兵の不足などによってローマ軍団に敗れることとなる。
その後マケドニア式のファランクスは、ローマにおいても楯を隙間無く配置し防御力を高めたテストゥドに進化した。

## その他のファランクス
ファランクスという語はもともとは指の骨を意味した。おそらくは盾の壁から突き出る無数の槍を指に見立てたものと考えられる。ファランクスという単語はラテン語にも取り入れられ、マケドニアを除く古代ローマ周辺の戦争でも用いられたが、これらは単なる密集方陣という程度の意味しか持たなかった。
phalanxの語は、指の骨の様子から転じて束ねた木の棒、ローラ、丸太などを意味するようにも変化していった。